# Oudesluis (Hoeksche Waard)
Oudesluis is een buurtschap in de gemeente Hoeksche Waard ten zuiden van Klaaswaal.
Tot 1602 lag het dorp Klaaswaal aan het Hollands Diep en vormde daarmee de zuidelijke begrenzing van de Hoeksche Waard. Door de continue verzanding van het Hollands Diep aan de buitenkant van de dijk werd de haven van Klaaswaal steeds moeilijker bereikbaar en toen in 1602 werd besloten om het nieuwe buitendijkse land in te polderen ontstond de Nieuw-Cromstrijense polder. Klaaswaal lag nu niet langer aan het Hollands Diep en de oude stroomgeul die de haven met het Hollands Diep verbond werd uitgediept en gekanaliseerd waarna in de nieuwe buitendijk een sluis werd gemaakt om de haven van Klaaswaal bereikbaar te houden. Rondom deze nieuwe sluis ontstond een nieuwe buurtschap.
In de volgende jaren is de Hoeksche Waard nog tweemaal uitgebreid waardoor het kanaal dat de haven van Klaaswaal met het Hollands Diep verbond moest worden verlengd en er weer een nieuwe sluis moest worden gebouwd. Ook bij deze nieuwe sluizen ontstonden weer buurtschappen. De buurtschap bij de laatst aangelegde sluis werd in de volksmond bekend als Buitensluis (het latere Numansdorp), de buurtschap die bij de tweede sluis ontstond kreeg de naam Middelsluis (thans deel van Numansdorp) en de eerste buurtschap bij de eerste sluis net ten zuiden van Klaaswaal kreeg de naam Oudesluis.